# Bohdan Boutko
Bohdan Ievhenovytch Boutko (en ukrainien : Богдан Євгенович Бутко) est un footballeur ukrainien, né le 13 janvier 1991 à Donetsk. Il évolue au poste d'arrière droit au Tchornomorets Odessa.

## Biographie
Le 17 février 2020, il est prêté pour six mois par le Chakhtar Donetsk au Lech Poznań.

### Vie privée
En octobre 2021, Bohdan Boutko publie des remarques homophobes sur son compte Instagram à l'encontre de Josh Cavallo et de ses supporters,.

## Palmarès

### En club
- Chakhtar Donetsk
  - Vainqueur du Championnat d'Ukraine en 2017, 2018 et 2019.
  - Vainqueur de la Coupe d'Ukraine en 2017, 2018, et 2019.
  - Vainqueur de la Supercoupe d'Ukraine en 2017.

### En sélection
- Ukraine espoirs
  - Vainqueur du Championnat d'Europe des moins de 19 ans en 2009.